# DAR 10
DAR 10 (ДАР 10) je bil bolgarski lahki bombnik in izvidniško letalo. Zasnoval ga je Zvetan Lazarov leta 1938. Imel je nizko nameščeno kantilever krilo in dva sedeža v konfiguraciji tandem. Pristajalno podvozje z nosnim kolesom je bilo fiksno. Krila so bila grajena iz vezanega lesa. DAR 10 ni imel zakrilc. 
Poganjal ga je 950 konjski zračnohlajeni zvezdasti motor Alfa Romeo 128 R.C.2

## Specifikacije (DAR-10)
Podatki iz Jane's Aircraft Recognition Guide 
Splošne karakteristike
- Posadka: 2
- Dolžina: 9,54 m (31,3 feet)
- Razpon kril: 12,20 m (40,0 ft)
- Višina: 3,3 m (10.8 feet)
- Površina kril: 22,2 m² (239 ft²)
- Teža praznega letala: 1843 kg (4063 lb)
- Naložena teža: 2570 kg (5666 lb)
- Pogon letala: 1 ×  Alfa Romeo 128 R.C.21, 708 kW (950 KM)

 Zmogljivost 
- Maks. hitrost: 410 km/h (255 mph)
- Doseg: 1.170 km (727 milj)
- Višina leta: 7250 m (23785 feet)

Oborožitev

- 2x 7.92 mm strojnici v krilu
- 2x 7.7 mm  strojnici v zadnjem zgornjem delu
- 1x 20 mm top v nosu
- 500 kg bomb